# جيمس ليفينغستون
جيمس ليفينغستون هو سياسي كندي، ولد في 29 نوفمبر 1838، وتوفي في 15 أبريل 1920. حزبياً، نشط في الحزب الليبرالي الكندي. وقد انتخب عضو برلمان مقاطعة أونتاريو وانتخب عضو مجلس العموم الكندي.